# Salguir
Le fleuve Salhir ou  fleuve Salhyr, (en ukrainien : Салгір ou Салгир) ou Salguir (en russe : Салгир ; en tatar de Crimée : Salğır) anciement fleuve Bolnak est un cours d'eau de la Crimée. Le nom de la langue türkique Baba Salğır: Salğır est le nom masculin, Baba est le père qui est le Père Salguir.

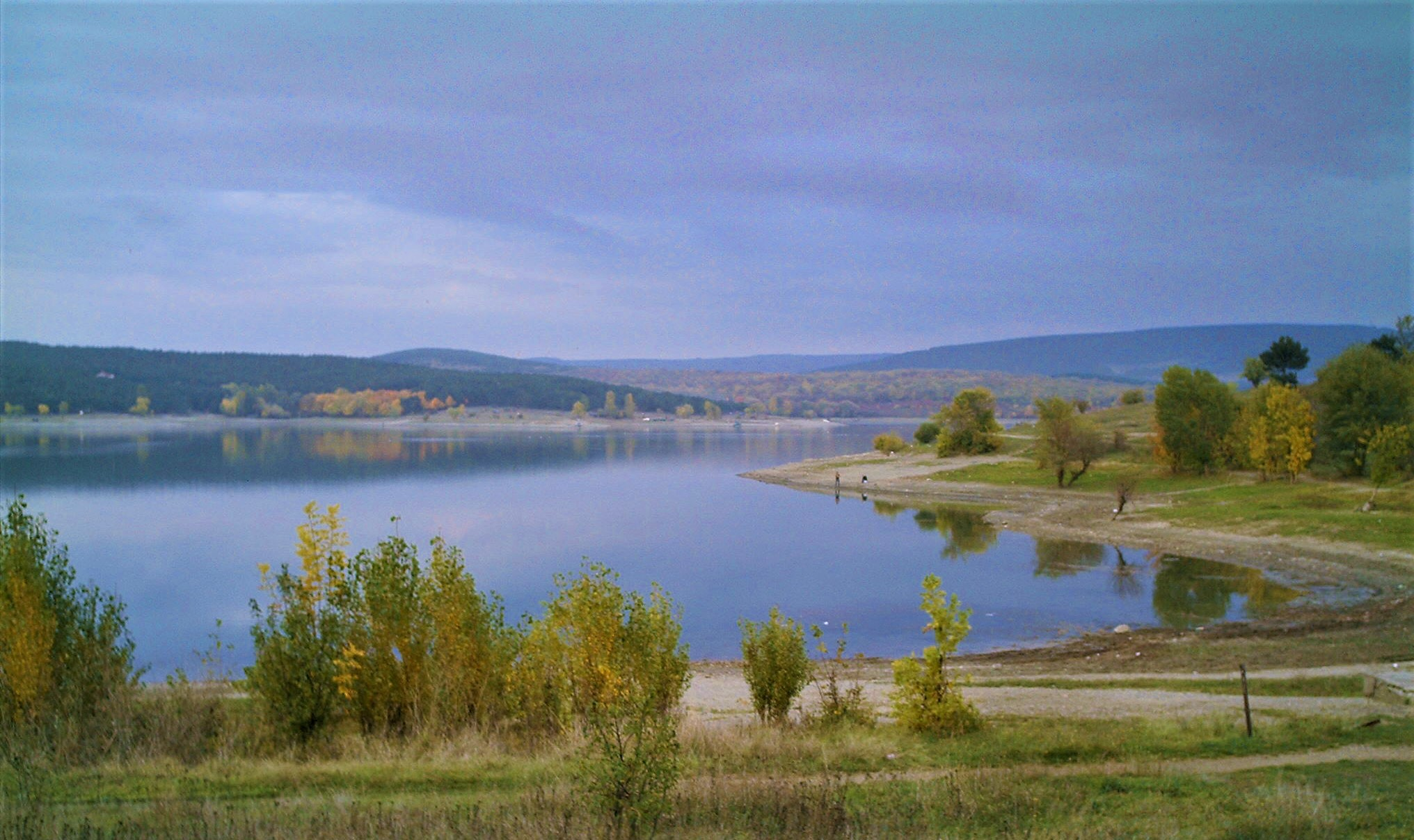
Réservoir de Simféropol

Avec un cours de 232 km de longueur, le Salhir est le cours d'eau le plus long de la péninsule de Crimée. Il draine un bassin de 4 010 km2. Son débit moyen est de seulement 2 m3/s. La surface de tous les réservoirs 822 hectares. La surface de tous 518 les réservoirs est de 1 027 hectares. Il prend sa source dans la montagne Tchatyr-Dah au confluent des rivières Anhara et Kyzyl-Koba, au sud de la Crimée, et coule vers le nord pour se jeter dans le Syvach et la mer d'Azov dans la plaine criméenne. Le Biouk-Karassou est l'affluent le plus grand et le plus édifiant (à droite). 
Le Salguir arrose Simferopol, où ses eaux sont retenues depuis 1955, en amont de la ville, dans le réservoir de Simféropol, d'une capacité de 36 millions de m3/s. Il franchit le canal de Crimée du Nord près de Ouvarivka.
Les eaux du Salguir sont retenues par cinq réservoirs parmi leurs de Simféropol de 317 hectares, d'Aïanske(sur son cours supérieur et elles sont ensuite détournées pour l'irrigation, si bien que son cours inférieur n'est alimenté que 60 jours par an. Il est même relié au canal de Crimée du Nord et ses eaux n'atteignent plus la mer.

## Source
- (ru) Grande Encyclopédie soviétique
- (uk) В.К. Гребінь В.К. Хільчевський  В.А. Стащук  О.В. Чунарьов  О.Є. Ярошевич Проект ЄС «Додаткова підтримка Міністерства екології  та природних ресурсів України  у впровадженні Секторальної бюджетної підтримки» Інтерпрес ЛТД, Kiev, 2014 pages 57-59